# Umbrela Sfântului Petru (film din 1958)
Umbrela Sfîntului Petru (în maghiară Szent Péter esernyője) este un film maghiaro-cehoslovac din 1958 regizat de Frigyes Bán și Vladislav Pavlovič.

## Distribuție
- Törőcsik Mari – Bélyi Veronika (Veronka)
- Pécsi Sándor – Bélyi János, preot paroh
- Karol Machata – Wibra Gyuri
- Rajz János – Gregorics Pál
- Samuel Adamcik – Müncz Jónás, evreul alb
- Egri István – Sztolarik, notar public
- Psota Irén – Madame Kriszbay, guvernantă franceză
- Mádi Szabó Gábor – dl. Mravucsán, Primarul orașului Bábaszék
- Fónay Márta – dna. Mravucsán
- Somogyi Nusi – dna. Müncz
- Csala Zsuzsa – dna. Srankó, gospodină din Glogova
- Márkus László – rudă cu primarul
- Karol L. Zachar – Sf. Petru (și unchiul Snap)